# Mellicta siculapinguis
Mellicta siculapinguis är en fjärilsart som beskrevs av Ruggero Verity 1950. Mellicta siculapinguis ingår i släktet Mellicta och familjen praktfjärilar. Inga underarter finns listade i Catalogue of Life.